# Altarnun
Altarnun är en ort och civil parish i Storbritannien.   Den ligger i grevskapet Cornwall och riksdelen England, i den södra delen av landet, 300 km väster om huvudstaden London. Altarnun ligger 185 meter över havet och antalet invånare är 4 038.
Terrängen runt Altarnun är huvudsakligen platt, men åt sydost är den kuperad. Runt Altarnun är det ganska tätbefolkat, med 70 invånare per kvadratkilometer. Närmaste större samhälle är Liskeard, 17,0 km söder om Altarnun. Trakten runt Altarnun består i huvudsak av gräsmarker.